# Jason Lader
Jason Lader (Los Angeles, 1º febbraio 1979) è un musicista, produttore discografico e tecnico del suono statunitense.
È stato per il breve spazio di un tour primaverile nel corso del 2003 il bassista del gruppo The Mars Volta, all'epoca senza bassista fisso.
Successivamente, ha anche rivestito i panni di manipolatore del suono per un breve spazio di tempo successivamente alla morte di Jeremy Michael Ward.
Ha inoltre ricoperto il ruolo di ingegnere del suono per la traccia dello stesso gruppo Ambuletz, presente come bonus track nella versione britannica del primo disco del gruppo, De-loused in the Comatorium.
Collabora con molti artisti statunitensi e internazionali in qualità di produttore, musicista, tecnico del suono e programmatore. In particolare, ha stretto un forte sodalizio con Rick Rubin partecipando a molti album da lui prodotti come tecnico, bassista, chitarrista, tastierista e in fase di mixaggio.